# Procysteina
Procysteina – organiczny związek chemiczny z grupy aminokwasów niebiałowych, karbonylowa (2-okso) pochodna tioproliny.
Można ją otrzymać w reakcji fosgenu z cysteiną. W organizmach ulega hydrolizie do cysteiny, którą katalizuje 5-oksoprolinaza.